# العلاقات البوتانية السيراليونية
العلاقات البوتانية السيراليونية هي العلاقات الثنائية التي تجمع بين بوتان وسيراليون.

## مقارنة بين البلدين
هذه مقارنة عامة ومرجعية للدولتين:
| وجه المقارنة                                              | بوتان          | سيراليون       |
| --------------------------------------------------------- | -------------- | -------------- |
| المساحة (كم2)                                             | 38.39 ألف      | 71.74 ألف      |
| عدد السكان (نسمة)                                         | 807.61 ألف     | 7.56 مليون     |
| الكثافة السكانية (ن./كم²)                                 | 21.04          | 105.38         |
| العاصمة                                                   | تيمفو          | فريتاون        |
| اللغة الرسمية                                             | لغة دزونكا     | لغة إنجليزية   |
| العملة                                                    | نغولترم بوتاني | ليون سيراليوني |
| الناتج المحلي الإجمالي (بليون دولار)                      | 2.51 مليار     | 3.77 مليار     |
| الناتج المحلي الإجمالي (تعادل القوة الشرائية) بليون دولار | 6.49 مليار     | 10.13 مليار    |
| الناتج المحلي الإجمالي الاسمي للفرد دولار أمريكي          | 2.66 ألف       | 653            |
| الناتج المحلي الإجمالي للفرد دولار أمريكي                 | 7.82 ألف       | 1.97 ألف       |
| مؤشر التنمية البشرية                                      | 0.605          | 0.413          |
| رمز المكالمات الدولي                                      | +975           | +232           |
| رمز الإنترنت                                              | .bt            | .sl            |
| المنطقة الزمنية                                           | ت ع م+06:00    | 00             |

## منظمات دولية مشتركة
يشترك البلدان في عضوية مجموعة من المنظمات الدولية، منها:
| علم المنظمة | اسم المنظمة                        | تاريخ انضمام بوتان | تاريخ انضمام سيراليون |
| ----------- | ---------------------------------- | ------------------ | --------------------- |
|             | مؤسسة التنمية الدولية              | 28 سبتمبر 1981     | 13 نوفمبر 1962        |
|             | مؤسسة التمويل الدولية              | 1 ديسمبر 2003      | 10 سبتمبر 1962        |
|             | منظمة حظر الأسلحة الكيميائية       | ?                  | ?                     |
|             | الأمم المتحدة                      | 21 سبتمبر 1971     | 27 سبتمبر 1961        |
|             | الاتحاد الدولي للاتصالات           | 15 سبتمبر 1988     | 30 ديسمبر 1961        |
|             | منظمة الشرطة الجنائية الدولية      | ?                  | ?                     |
|             | البنك الدولي للإنشاء والتعمير      | 28 سبتمبر 1981     | 10 سبتمبر 1962        |
|             | الاتحاد البريدي العالمي            | ?                  | ?                     |
|             | وكالة ضمان الاستثمار متعدد الأطراف | 21 أكتوبر 2014     | 20 يونيو 1996         |
|             | يونسكو                             | 13 أبريل 1982      | 28 مارس 1962          |

## وصلات خارجية
- موقع وزارة الخارجية البوتانية